# Palais Madame (Rome)
Pour les articles homonymes, voir Palais Madame et Madame (homonymie).
Le palais Madame (en italien : Palazzo Madama) est l'édifice de Rome où le Sénat de la République italienne a son siège.  Il est situé à l'intérieur du complexe de rues connu sous le nom de Trident.

## Historique

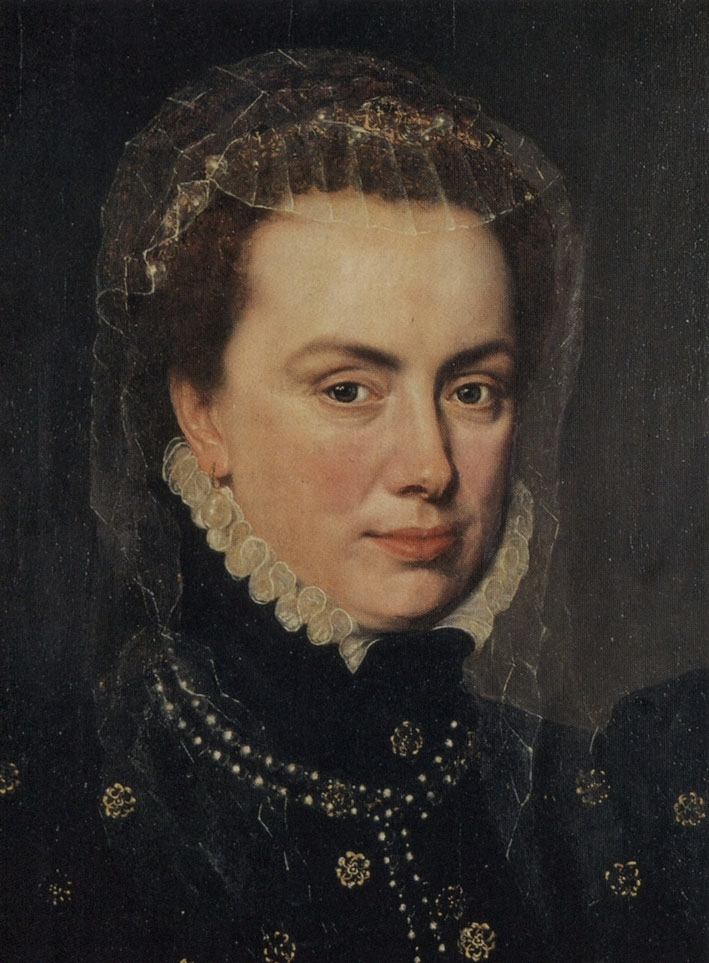
Marguerite de Parme.

L'histoire de l'actuel siège du Sénat débute à la fin du XVe siècle, sous le pontificat du pape Sixte IV, au temps où Rome ville médiévale allait devenir une ville moderne. Le terrain d'où émerge le palais Madame - sur lequel à l'époque étaient encore visibles des vestiges romains et médiévaux - avait appartenu pendant presque cinq siècles aux moines bénédictins de Farfa. Ceux-ci le cédèrent au gouvernement français qui, à son tour, donna à l'évêque Sinulfo une partie du terrain compris entre les tours des Crescenzi et les Termes de Alessandro sur lequel furent construites les fondations originales du palais.
L'édifice fut achevé en 1505 par le cardinal Jean de Médicis, fils de Laurent de Médicis et futur pape Léon X, qui en fit le siège romain de l'influente famille et un des centres du rayonnement de la culture humanistique. Mais celle qui devait lier son nom au palais fut Marguerite de Parme qui, restée veuve de son premier mari Alexandre de Médicis dit Alexandre le Maure, épousa en secondes noces Octave Farnèse et séjourna longtemps dans le Palais : ce fut alors que celui-ci reçut le nom qu'il porte encore aujourd'hui.
Avec la chute politique des Médicis et l'extinction de la maison, le palais passa aux mains des Habsbourg et plus tard au pape Benoît XIV, qui en fit le siège du gouvernement pontifical. En 1849 le pape Pie IX y transféra le ministère des finances et de la dette publique ainsi que la poste pontificale. En cette occasion, divers travaux de restauration furent entrepris et en février 1853, la cérémonie d'inauguration des nouveaux bureaux eut lieu. Vingt ans plus tard, le palais abrita le sénat du royaume d'Italie, devenu le Sénat de la République italienne.

### Sala Cavour
Au centre du plafond, avec des panneaux à caissons anciens, se trouve l'œuvre Ovale de l'un des plus grands peintres de l'histoire italienne Giambattista Pittoni (1687-1767), intitulée Bacco e Arianna. La salle est à la disposition des membres des sessions, et parfois le Conseil des ministres s'y tient.

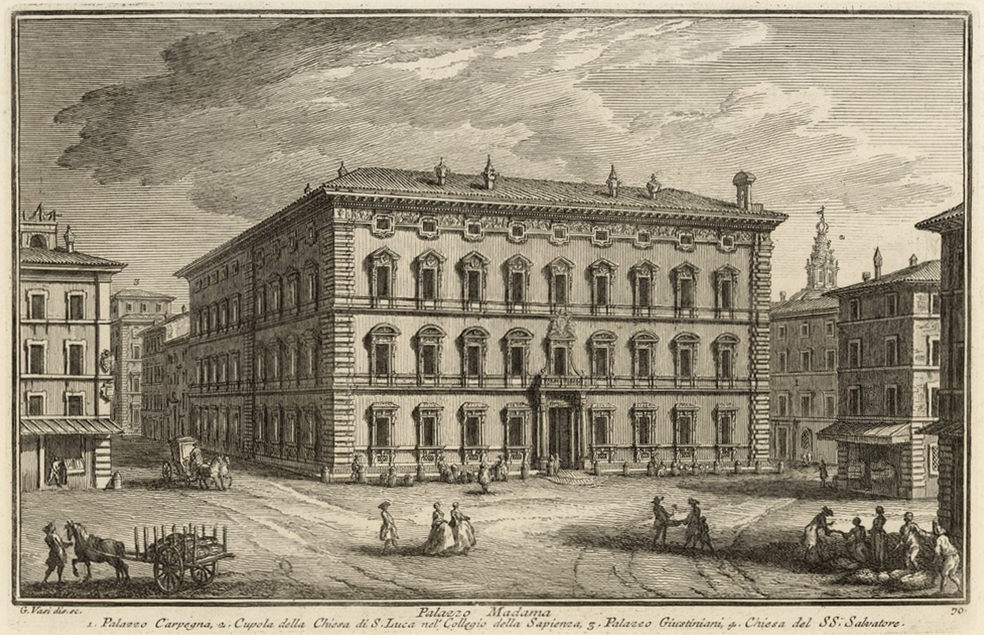
Giuseppe Vasi – Palazzo Madama

## Culture populaire
Dans l'imaginaire populaire l'histoire des femmes dont les surnoms désignent les deux palais de Rome et Turin se croisent et se confondent au point d'avoir fait croire à l'existence d'une unique Madama pour les deux villes. Il s'agit en réalité de deux personnes différentes qui incarnent des époques profondément différentes : d'une part, la Madama de Rome, Marguerite de Parme, fille naturelle de Charles Quint, qui rappelle la Renaissance, l'influence des Médicis et les liens de cette famille avec l'église et l'empire ; d'autre part, presque un siècle plus tard, la Madama de Turin, Christine de France, qui incarne la période où la maison de Savoie vécut une phase d'assujettissement à la France.